# Municipio de Noble (condado de Ellsworth)
El municipio de Noble (en inglés: Noble Township) es un municipio ubicado en el condado de Ellsworth en el estado estadounidense de Kansas. En el año 2010 tenía una población de 87 habitantes y una densidad poblacional de 0.94 personas por km².

## Geografía
El municipio de Noble se encuentra ubicado en las coordenadas 38°44′58″N 98°25′32″O / 38.74944, -98.42556. Según la Oficina del Censo de los Estados Unidos, el municipio tiene una superficie total de 92.65 km², de la cual 92,61 km² corresponden a tierra firme y (0.04 %) 0.04 km² es agua.

## Demografía
Según el censo de 2010, había 87 personas residiendo en el municipio de Noble. La densidad de población era de 0.94 hab./km². De los 87 habitantes, el municipio de Noble estaba compuesto por el 98.85 % blancos y el 1.15 % eran de una mezcla de razas. Del total de la población, el 1.15 % eran hispanos o latinos de cualquier raza.